# Baal-Zephon
Baal-Zephon o Baalzephon (ebraico: בעל צפון) è una forma del dio della tempesta cananeo Baal, nel suo ruolo di dio del monte. Baal-Zephon è un nome che a causa dell'importanza e della posizione della montagna, finì per significare per metonimia " nord " e in ebraico significa "signore del nord". Fu equiparato al dio greco Zeus nella sua forma Zeus Kasios e successivamente al romano Giove Casio. Era considerato un protettore del commercio marittimo e furono costruiti santuari in suo onore in tutto il Mediterraneo. Oltre al suo tempio a Jebel Aqra e Ugarit, è noto che Baal-Zephon era adorato nelle città di Tiro e Cartagine e servì come dio principale della colonia di Tahpanhes (attuale: Tell Defenneh)

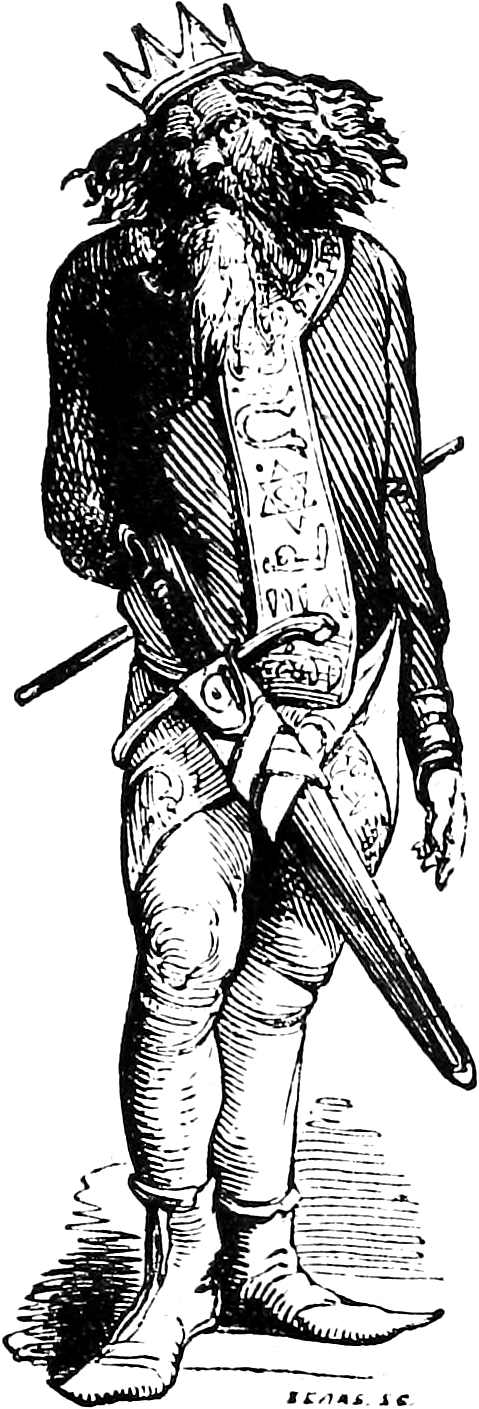
Un'illustrazione di Baal-Zephon nel Dizionario infernale di Collin de Plancy

Fu associato anche ad un luogo citato nel libro dell'Esodo come vicino a Migdoled e Pi-hahiroth, dove si diceva che gli ebrei avessero attraversato il Mar Rosso dopo il loro esodo dall'Egitto.

## Bibbia
Il libro dell'Esodo riporta che gli israeliti furono istruiti dal Signore ad accamparsi di fronte a Baal-Zephon sulla costa.
""Di' agli israeliti di cambiare rotta e di accamparsi vicino a Pi-hahiroth, tra Migdoled e il mare. Accampamento in riva al mare, di fronte a Baal-Zephon. Il faraone penserà che gli israeliti vagano confusi, circondati dal deserto. Allora indurirò il cuore del Faraone, ed egli li inseguirà. Eppure sarò glorificato per mezzo del Faraone e di tutto il suo esercito; e gli Egiziani sapranno che io sono il Signore». E così fecero gli Israeliti». ( Esodo 14:2-4 , Bibbia , NIV)